# Ila fengsel, forvarings- og sikringsanstalt
Ila fengsel, forvarings- og sikringsanstalt er et fængsel i Ila i Bærum kommune i Akershus, Norge. 

## Historie
Ila fængsel blev oprettet i 1940 og taget i brug af de tyske besættelsesstyrker som Grini fangelejr under 2. verdenskrig. Efter krigen skifteded Grini navn til Ilebu fengsel og blev lejr for dømte landsforrædere og kollaboratører. Fra 1951 blev Ila sikringsanstalt. Fra 1976 til 2000 blev fængslet kaldt Ila landsfengsel og sikringsanstalt. Fængslet har omkring 130 fanger.
Ila Landfengsel og sikringsanstalt ændrede endnu engang navn i 2002 da den første forvaringsafdeling åbnede. Ila blev tildelt rollen som forvaringsanstalt for mænd i Norge, og ændrede i den forbindelse navn til Ila fengsel, sikrings- og forvaringsanstalt. Fængslet gik gennem en omfattende indvendig ombygning og har i dag en kapacitet på ca. 100 fanger.